# Literatura română suprarealistă
În literatura română, suprarealismul s-a desfășurat pe parcursul perioadei interbelice și a continuat până la finele anilor patruzeci, curmat sub presiunea instalării regimului socialist. O parte din trăsăturile curentului au fost, totuși, reluate prin onirismul anilor șaizeci și șaptezeci – un curent, de asemenea, cenzurat de regimul politic. În ultimele decenii, odată cu revenirea asupra curentelor avangardiste (ale secolului XX) pe filieră postmodernă, opera unor scriitori ai generației tinere anunță o posibilă revenire a esteticii suprarealiste în literatura română.

## Suprarealismul istoric
Primele manifestări ale suprarealismului în România din anii 1924-1934, în special în revistele urmuz (scoasă de Geo Bogza la Câmpina) și Alge, subintitulată când "revistă de poem și desen", când "revistă ditirambică", editată de Gherasim Luca, nu erau delimitate clar de dadaism și nu au avut un răsunet deosebit. Toate aceste manifestări se integrau în curentul mai larg al avangardei istorice. Un rol de animator dar și de arhivar al mișcării l-a jucat medicul militar Sașa Pană, un autor suprarealist poate la fel de interesant.

## Neo-suprarealismul
Odată cu al doilea val, capătă însă o configurație distinctă în ansamblul literaturii românești de avangardă, afirmându-se zgomotos prin lucrarea colectivă Critica mizeriei (1945), sub semnăturile lui Gellu Naum, Paul Păun și Virgil Teodorescu. Critica mizeriei pleacă de la constatarea că modernismul de orice nuanță și-a dovedit incapacitatea de a depăși reflecția asupra "formei poetice". Or, prima cerință propagată de suprarealiști era "eliberarea expresiei umane de sub toate formele". Pentru atingerea acestui obiectiv, suprarealiștii au întreprins repetate încercări de a reconsidera principalele concepte și teme ale suprarealismului ortodox promulgat de André Breton. În 1946 apare în limba franceză Dialectique de la dialectique. Message adressé au mouvement surréaliste international ("Dialectica dialecticii. Mesaj adresat mișcării suprarealiste internaționale"), prin care autorii, Gherasim Luca și D. Trost, încearcă să definească situația suprarealismului în contextul unor transformări sociale iminente. Deși aparțin unor grupuri distincte - Virgil Teodorescu și Gellu Naum, preocupați în primul rând de idealurile artistice, pe de o parte, Gherasim Luca și D. Trost, militanți politici de stânga, pe de alta -  suprarealiștii români se întâlnesc în aceea că discursul lor teoretic nu se mai centrează în primul rând pe conceptul de "dicteu automat", socotit deja un bun câștigat, ci pe acela de „suprarealitate”.

## Manifeste suprarealiste
Scrierile suprarealiștilor români din această perioadă se constituie într-o încercare disperată de a salva curentul, încercare ce o repetă pe aceea a lui Breton însuși, astfel încât se putea spune că, de la Paris, capitala internațională a suprarealismului s-a mutat la București. Grupul suprarealist român este caracterizat de exegetul francez Sarane Alexandrian drept "grupul cel mai exuberant, cel mai aventuros și chiar cel mai delirant din suprarealismul internațional". Temele unei meditații asupra condiției poeziei redevin testarea "automatismului psihic pur", atotputernicia visului, hazardul obiectiv. Strategia de cunoaștere a sinelui se apropie de "metoda paranoid-critică" profesată de Salvador Dalí, "o metodă spontană de cunoaștere irațională, bazată pe obiectivarea critică și sistematică a asociațiilor și interpretărilor delirante". O temă mereu prezentă în scrierile din această perioadă este respingerea literaturii, instituirea unei opoziții între literatură și poezie. Dacă literatura apare asimilată instituției culturale ce îi asigură permanența, poezia înseamnă forma ideală de manifestare a libertății imaginarului. Căci literatura e bazată pe meșteșug care poate fi inclus într-un sistem de recunoașteri, pe când poezia, identificată cu transcrierea viselor, a stărilor de graniță între conștiență și halucinație, se sustrage repetiției, se elaborează permanent sub semnul autenticității, al spontaneității.

## Soarta suprarealismului după 1947
În 1948, Grupul Suprarealist Român este dizolvat, trebuind să cedeze locul realismului socialist oficial. Un exemplu de poet care aderă la realismul socialist e Virgil Teodorescu. Dintre reprezentanții lui, unii se expatriază, continuându-și activitatea pe alte meridiane, cum au făcut Gherasim Luca, refugiat la Paris și Ștefan Baciu, refugiat în America latină ; cei rămași în țară, consecvenți ideilor lor, cum s-a dovedit Gellu Naum, au trebuit să tacă timp de decenii.
Un alt episod, înrudit cu suprarealismul l-a constituit onirismul, fenomen cultural apărut în România anilor șaptezeci (principalii reprezentanți fiind poetul Leonid Dimov și prozatorul Dumitru Țepeneag), în ale cărui manifeste au fost reluate o bună parte din tezele suprarealiste. Un continuator al acestui curent este Corin Braga.  
Nici în prezent ecorile suprarealismului nu s-au stins. Poetul Andrei Codrescu publică în New Orleans o revistă care se numește Exquisite corpse (o traducere a numelui unui celebru procedeu Les cadavres esquis), iar poetul Valery Oișteanu a publicat numeroase volume de colaj și este un membru respectat al Asociației Suprarealiștilor Americani.
In pictura la capitolul suprarealism contemporan avem ca exemplu pe Sasch (Silviu Cenusa) Arhivat în 26 octombrie 2014, la Wayback Machine.